# Hermann Müller (Politiker, 1902)
Hermann Müller (* 10. Dezember 1902 in Koblenz; † 21. April 1994 in Altrich) war ein deutscher Landwirt und Politiker (CDU).

## Leben
Müller besuchte die Volksschule und das Görres-Gymnasium in Koblenz. Im Anschluss erhielt er eine Ausbildung an der Landwirtschaftlichen Hochschule Bonn und ab 1929 betätigte er sich als Pächter in der Landwirtschaft. Während der Zeit der Weimarer Republik war er Mitglied der Zentrumspartei, der er bis zur Auflösung 1933 angehörte. Während der Zeit des Nationalsozialismus wurde er zeitweise inhaftiert.
1950 erwarb Müller den Neuenhof in Altrich, den er in der Folgezeit bewirtschaftete. Daneben wirkte er als Vizepräsident der Landwirtschaftskammer Rheinland-Nassau und als Kreisvorsitzender des Bauernverbandes Wittlich.
Müller zählte 1945 zu den Gründern der CDU in Wittlich. Er war Kreistagsmitglied des Landkreises Wittlich und Deputierter des Amtes Wittlich-Land. Am 2. November 1961 rückte er für den in den Deutschen Bundestag gewählten Abgeordneten Heinrich Holkenbrink in den Rheinland-Pfälzischen Landtag nach. Bei der Landtagswahl 1963 wurde sein Abgeordnetenmandat bestätigt. 1967 schied er aus dem Landtag aus.